# Скрученноостник пустынный
Скрученноостник пустынный, или Овсец пустынный (лат. Helictotrichon desertorum), — вид травянистых растений рода Скрученноостник (Helictotrichon) семейства Злаки (Poaceae).

## Ботаническое описание

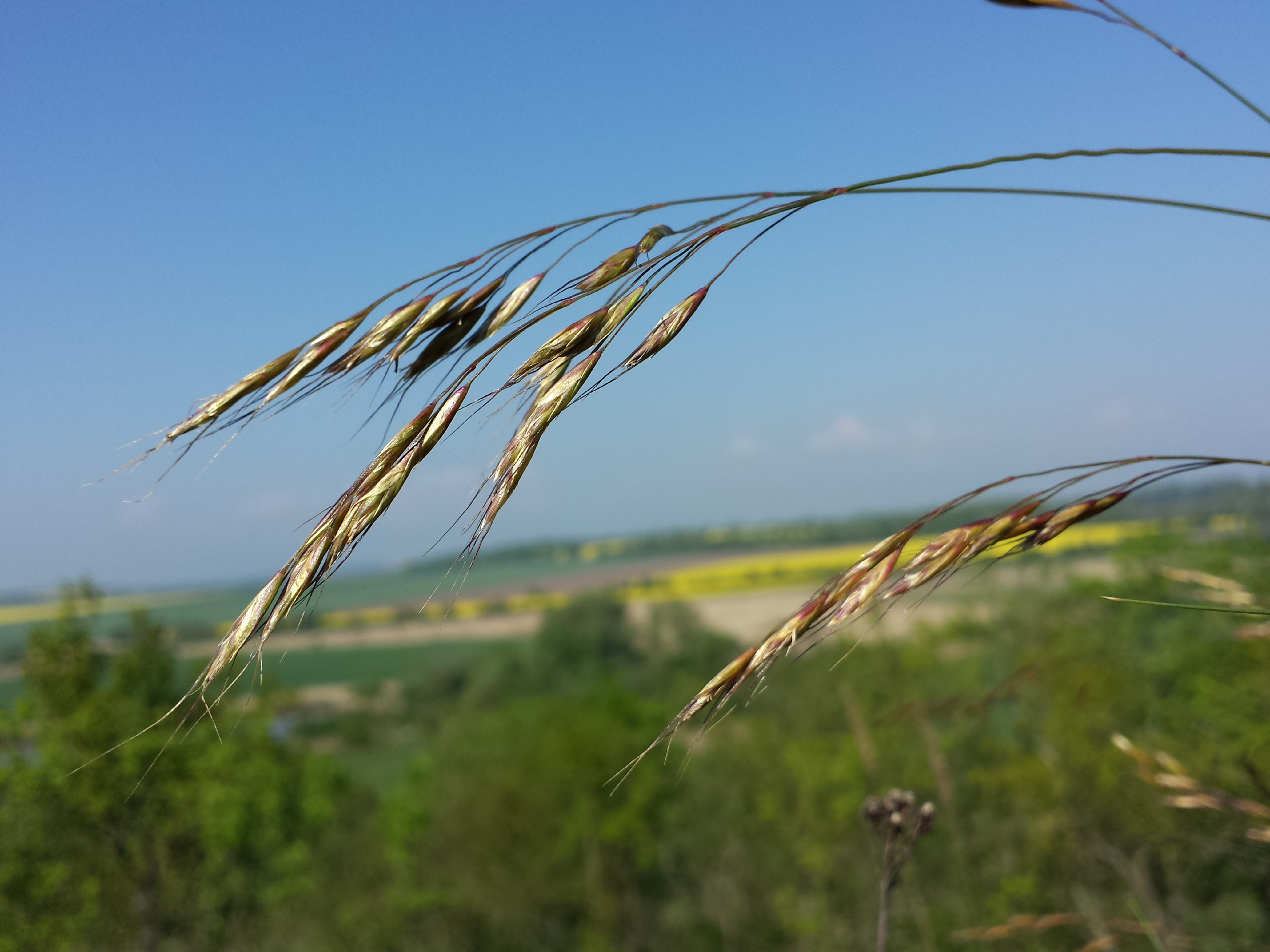
Соцветие

Многолетние травянистые растения. Корневище сильно укороченное, ветвистое, выпускающее снизу корневые мочки, сверху многочисленные стебли и пучки прикорневых листьев, образующих плотные дерновинки, окруженные при основании побуревшими остатками листовых влагалищ. Стебли серовато-зелёные, тонкие, гладкие или лишь под соцветием немного шероховатые, 20—50, реже до 70 см высотой и 0,5—1 мм толщ. Листья довольно длинные, немного короче стебля, иногда почти равные ему, серо-зелёные, вместе с влагалищами гладкие, вдоль свернутые и оттого очень узкие, щетиновидные, жесткие, ½—⅔ мм шириной. Язычок короткий, расколотый, лишь у верхних влагалищ достигающий до 1,5 мм длиной.
Метёлка небольшая, 4—10 см длиной и 1,5—3 см шириной, слегка наклонённая; ветви её вверх направленные, тонкие и шероховатые, нижние выходят из общего стержня по 2 и каждая из них несёт обыкновенно по 2 колоска. Колоски желтовато-зеленоватые или фиолетово-покрашенные, 9—12, редко до 14 мм длиной, обыкновенно 3 (редко 4)-цветковые, при чём верхний цветок по большей части недоразвит. Ось колоска 2—3 мм длиной, с такой же почти длины волосками при основании цветков; верхний членик её, несущий недоразвитый цветок, более длинный — до 4 мм длиной, усаженный более короткими волосками. Колосковые чешуйки ланцетовидные, острые; нижняя из них, с 1 жилкой, на 1,5—3 мм короче верхней, с 3 жилками, достигающей 8—11 мм длины. Прицветные чешуйки почти такой же длины; из них внутренняя по килям коротко- и тонко-ресничатая, наружная — яйцевидно-ланцетовидная, с нерезкими 5—7 жилками, с остью почти вдвое её превышающей и выходящей около середины спинки. Зерновка около 4 мм длиной и 1 мм шириной. 2n=14.

## Распространение и экология
Евразия. Свойственен степной области, где растет на чернозёмных и каштановых почвах безлесной лугово-степной зоны и южных подзон (ковыльно-кипцовой и разнотравно-луговой) лесостепной; встречается также и по степным травянистым, щебнистым и каменистым склонам холмов и невысоких гор; в горах заходит иногда по степным долинам горных речек до пределов альпийской области.

## Синонимы
- Arrhenatherum desertorum (Less.) Potztal
- Avena besseri Griseb.
- Avena desertorum Less.basionym — Овёс степной
- Avenastrum basalticum Podp.
- Avenastrum besseri (Griseb.) Koczw.
- Avenastrum desertorum (Less.) Podp.
- Elictotrichon sempervirens Besser ex Andrz.
- Helictotrichon besseri (Griseb.) Janch.

и другие.